# Voll normaaal
Voll normaaal ist eine deutsche Filmkomödie aus dem Jahr 1994 von Ralf Huettner mit Tom Gerhardt in der Hauptrolle. Der Film, samt seinem Setting und seiner Charaktere, sowie sein Nachfolgerfilm Ballermann 6 (1997),  die Fernsehserie Hausmeister Krause – Ordnung muss sein und der dritte Teil der „Trilogie des Grauens“, basiert auf Tom Gerhardts Figuren aus seinen Bühnenprogrammen, in denen er jene Charaktere selbst verkörpert.

## Handlung
Der 26-jährige Tommie lebt zusammen mit seiner älteren Schwester Carmen bei seinen Eltern Dieter und Lisbeth Krause in Köln-Kalk. Zu seinen Lieblingsbeschäftigungen gehört unter anderem der Konsum von Videofilmen zusammen mit seinem Kumpel Mario. Beide haben eine Vorliebe für Sexfilme mit dem „Busenwunder“ Gianna S. in der Hauptrolle. Nachdem Tommie seine Stammvideothek betreten und mit Hundekot, in den er vorher getreten ist, verschmutzt hat, wird er von der dort anwesenden Putzfrau zusammengefaltet. Sie stellt sich als die Nichte des Besitzers heraus und beruhigt sich gleich wieder, als sie erfährt, dass Tommie einer der besten Kunden der Videothek ist. Tommie erfährt im Gegenzug, dass die Nichte jeden Film kennt. Er überprüft ihre Kenntnisse und erblickt dabei Werbung für einen Auftritt von Gianna S., hält die darunter liegenden Gewinnspielpostkarten für Eintrittskarten in die Show und nimmt alle mit nach Hause. Dort gerät er mit seiner Schwester in Streit, worunter Carmens alter Freund Norbert durch einen von ihr geworfenen Öllappen im Gesicht zu leiden hat. Dieser sucht die Krauses im Auftrag der Betrügerfirma „Cash and Go“ auf, um ihnen Anlagen mit angeblich hoher Rendite aufzuschwatzen. Dieter lehnt mangels vorhandenen Bargelds ab, nimmt aber aufgrund von Norberts Initiative einen Kredit auf sein Haus auf, um zu investieren. Mit der sofort bei Anlagenkauf ausgezahlten ersten „Rendite“ in Höhe von 1.000 DM möchte er eine Veranstaltung des Dackelclubs ausrichten, bei der auch der Landesvorsitzende Nordrhein-Westfalens, Hubert Maulhofer eingeladen ist, um Eindruck bei den Kameraden zu schinden und dadurch zum 1. Kassenwart des Clubs gewählt zu werden. Auch lädt Norbert alle Anlagenkäufer zu einer Willkommensfeier ein. 
Auf dem Weg dorthin erblicken Tommie und Mario den Mercedes des Zuhälters Jupp und vor allem dessen Auspuff. Tommie schraubt ihn ab und schaut danach noch zu allem Überfluss ins Innere des Autos und wird von dem dort fremdgehenden Jupp bemerkt. Dieser beschimpft die beiden, sieht seinen Auspuff auf dem Mofa, kann sie aber ohne Auspuff nicht einholen und wird obendrein von seiner Freundin beim Fremdgehen erwischt. Auf der Feier angekommen, treffen die beiden auf Gabi, mit der sie ein Bierfass leeren wollen, was in einer Sauerei endet, da Tommie beim Anzapfen des Fasses die Dichtung vergisst. Norbert will mit Gabi alleine sein und Tommie und Mario mithilfe des anwesenden Sicherheitsdienstes loswerden. Tommie schafft es aber noch, die Melodie des Walzers An der schönen blauen Donau ins Mikrophon der anwesenden Musikband zu rülpsen sowie sich beim Hinausgehen über das ganze Buffet zu erbrechen. Kurz darauf kommt Jupp hinzu, da sind Tommie und Mario aber schon weg.
Für den folgenden Abend verabreden sich Tommie und Mario mit Gabi im Pornokino Blue Bird und treffen dort auf Zuhälter Jupp. Dieser packt Mario am Kragen und sagt, dass Tommie den entwendeten Auspuff am nächsten Tag in seinem Stammlokal abzuliefern hat. Am Tag danach richten die beiden in ihrer Autowerkstatt weiteres Chaos an, zerquetschen einen Porsche mithilfe der Hebebühne und verbrennen in der Lackierkabine den Hund der Besitzerin zum Skelett, die bei dessen Anblick in Ohnmacht fällt. 
Nachdem Tommie den Auspuff zurückgebracht und an Jupps Wagen montiert hat, macht er sich noch mithilfe seines Geschenks, eine Sektflasche der Marke „Vögele“ über ihn lustig (hier noch eine Kleinigkeit von Vögele, mit Vögele kennst du dich doch aus). Doch Jupp versteht keinen Spaß und verdonnert ihn, bis 19 Uhr einen Kasten „Ramsdorfer Kölsch“ zu liefern. Wenn auch nur eine Flasche fehlt, oder es nicht Ramsdorfer ist, drohe ihm „Köln-Kalk-Verbot“. Da ihm keiner freiwillig Geld leiht, nimmt er Dieters 1.000-DM-Schein aus der Zigarrenkiste. Dieser kann daraufhin die Rechnung des georderten Partyservices nicht bezahlen, weswegen die bestellten Köstlichkeiten wieder abserviert werden. Anschließend wird Dieter von Maulhofer aufgeklärt, dass er sich durch den Vertrag mit „Cash and go“ ruiniert habe und sein Dackel quasi obdachlos sei. 
Währenddessen macht sich Tommie zum örtlichen Getränkemarkt auf, wo der Verkäufer ihn zu einem benachbarten Kiosk schickt. Dessen Besitzer hat den letzten Kasten „Ramsdorfer“ ans "Café Athen" verkauft. Dort gelingt es Tommie, diesen teuer zu erwerben. Da eine Flasche bereits von einem Hütchenspieler bestellt wurde, muss Tommie mit ihm um die Flasche spielen und verliert weiteres Geld, bevor er in einem von ihm erzeugten Chaos mit der fehlenden Flasche und dem verlorenen Geld flüchten kann. Das Abliefern der Kiste scheitert jedoch daran, dass Tommie unterwegs auf Giannas Tourbus trifft und diesem zum Klub Free Life folgt.
Währenddessen hat Norbert Gabi unter dem Vorwand, einen Modelfotografen bestellt zu haben, in seine Wohnung gelockt. Dort entdeckt sie, dass er die Krauses hereingelegt hat. Um deren Ruin zu verhindern, streift sie dem auf Sex Wartenden ein mit Tabascosauce gefülltes Kondom über, nimmt im allgemeinen Chaos den Vertrag der Krauses an sich und verschwindet; kurz danach fährt Norbert zum Free Life.
Zur gleichen Zeit versuchen Tommie und Mario vergeblich, mit den Gewinnspielpostkarten in den Klub zu kommen. Obwohl die Türsteher im Recht sind, werden sie von Tommie mit Hundekot beworfen. Doch die ducken sich und so wird Jupp getroffen. Dieser nimmt sofort die Verfolgung der beiden Freunde auf, doch die flüchten durch die zufällig offen stehende Hintertür der Diskothek und gelangen unter das Auftrittspodest. Sie lockern ein Brett, um Gianna S.’ Auftritt besser verfolgen zu können, wodurch die Bretter brechen und Gianna S. eine Etage tiefer fällt. Dadurch haben sie direkten Blick auf Giannas Körper, nur ihr Kopf schaut zwischen den Brettern hervor. Um nicht entdeckt zu werden, gehen sie schnell nach draußen. Hier montiert Tommie bei Jupps Wagen die Räder ab und bringt sie an Norberts Auto an. Wütend erblicken Jupp und seine Kumpel Tommie und wollen die Verfolgung aufnehmen. Doch ohne Reifen kommen sie keinen Meter vorwärts. Dann kommt Norbert nichtsahnend aus dem Free Life, steigt in sein Auto, macht sich über Jupp und seine Kumpel lustig und fährt davon. Sie sehen ihre Reifen auf Norberts Auto und rauben den Mercedes von Carmens Freund, um die Verfolgung von Norbert aufzunehmen. 
Aufgrund des „Köln-Kalk-Verbots“ setzt sich Tommie mit Mario nach dessen Heimat Italien ab. Dort versucht Tommie wieder, den Auspuff eines Lincoln zu entwenden, der das Geburtstagsgeschenk seiner Söhne an den Mafiaboss Don Paolo ist. Dank Tommies Ungeschicklichkeit landet der Wagen im Meer. Tommie und Mario müssen vor den MP-Schüssen der Mafia fliehen. Auf dem Meer klärt Mario Tommie auf, dass sie nun „Weltverbot“ hätten und nirgends mehr hinkönnten, da die Mafia überall ihre Leute hat.

## Hintergrund
- Tom Gerhardt spielt im Film drei Rollen: Neben der Hauptfigur Tommie stellt er auch dessen Vater Dieter Krause sowie Heinz dar.

- Die Band „Die Toten Hosen“ hat einen Gastauftritt. Sie begegnet Tommie, als er Ramsdorfer Kölsch kaufen will, und erkundigt sich bei ihm nach „echtem Düsseldorfer Altbier“. Tommie fragt sie stattdessen, wo er besagtes Kölsch finden könne, und bekommt als Antwort, er solle „bei der Limo“ schauen. Zuvor hatte Tom Gerhardt als Gastsprecher das Intro für das Lied Rambo-Dance auf dem Hosen-Album Kauf mich! von 1993 eingesprochen.

- Man sieht in dem Film drei verschiedene Autos mit demselben Autokennzeichen: In der Autowerkstatt, in der Tommie und Mario arbeiten, steht ein dunkler VW Passat mit dem Kennzeichen „K-MP 55“ auf der Hebebühne. Der weiße Porsche, den später eine Kundin in die Werkstatt zur Reparatur bringt, hat dasselbe Kennzeichen. Als Tommie und Mario später versuchen, den Türsteher des „Free Life“ mit Hundekot zu bewerfen, stehen sie hinter einem roten Audi mit nochmals demselben Kennzeichen.

- Der von der Bavaria Film und der Neue Constantin Film Produktion produzierte Film hatte seinen Kinostart am 11. November 1994, die Erstausstrahlung im deutschen Fernsehen war am 31. Mai 1996 auf Sat.1.

## Kritiken
„Man muss ihn schon mögen, um ihn zu mögen. Was Kabarettist Tom Gerhardt seit Jahren auf deutschen Kleinkunstbühnen zu Kult-Status führte, übertrug er Eins zu Eins auf die Leinwand. Stellt sich wieder die Frage, ob man eine Nummer, die auf der Bühne in kurzen Sketchen funktioniert, auch in einer 90-minütigen Handlung ertragen kann. Bei der Extrem-Ausdrucksweise von ‚Tommie‘ – sicher nur begrenzt.“

„Das Filmdebüt des kabarettistischen Kleinkünstlers Gerhardt sorgt für einen Tiefpunkt des deutschen Films: ein Nichts an Handlung wird mit Geschmacklosigkeiten vollgestopft. Insgesamt eine Beleidigung des vernunftbegabten Zuschauers; die galoppierende Verblödung wird nicht karikiert, sondern gefeiert.“

„Deutschland, wo es am prallsten ist; Köln-Kalk, ein Spießer-Alptraum; nur durch Gerhardts rüde Scherze zu ertragen, kurz, die heile, unheilvolle Aldi-Welt. […] Nun wäre das nicht mehr als ein Idiotenfilm für grölende Vorstadtkinos, würde Gerhardts Komik nicht mit ihrem Rückschritt ins Gnadenlose haarscharf das geistige Klima der Lebezonen außerhalb des Stadttheaters und der Feuilletons treffen und umreißen und in rücksichtsloser Zuspitzung vorführen.“

## Fortsetzungen
1997 folgte Ballermann 6, in dem erneut Gerhardt und Sözer die Hauptrollen übernahmen und der größtenteils auf Mallorca spielt. Im Januar 2011 kam ein weiterer Film unter dem Titel Die Superbullen in die Kinos, dieser handelt vom erwachsen gewordenen Tommie und Mario und ihrer neuen Tätigkeit als Streifenpolizisten.